# Lalkar
Lalkar es una revista política bimestral con sede en Londres. La palabra "Lalkar" significa "reto" en payabí y la expresión "lal kar" significa "trabajo rojo".
La que anteriormente fue la revista oficial de la Asociación de Obreros Indios, es ahora una revista Marxista-Leninista independiente editada por Harpal Brar, presidente del Partido Comunista de Gran Bretaña (Marxista-Leninista).